# Барили, Лоренцо
Лоренцо Барили (итал. Lorenzo Barili; 1 декабря 1801, Анкона, Папская область — 8 марта 1875, Рим, королевство Италия) — итальянский куриальный кардинал и папский дипломат. Апостольский интернунций в Бразилии с 13 мая 1848 по 26 мая 1851. Апостольский делегат в Аргентине, Боливии, Венесуэле, Колумбии, Перу, Чили и Эквадоре с 26 мая 1851 по 17 июня 1856. Титулярный архиепископ Тианы с 3 августа 1857 по 13 марта 1868. Апостольский нунций в Испании с 13 ноября 1857 по 13 марта 1868. Префект Священной Конгрегации индульгенций и священных реликвий с 6 сентября 1872 по 8 марта 1875. Кардинал-священник с 13 марта 1868, с титулом церкви Сант-Аньезе-фуори-ле-Мура с 24 сентября 1868.